# Korai sztyeppei írás
A rovásírások és a türk írás ismert emlékein alapulva feltehető, hogy volt egy közös ősük, a korai steppeinek nevezett hipotetikus írás. A korai steppei írást különböző nemzetek használták az eurázsiai steppén, többek között türkök is. A korai steppei írás felhasználói a történelem során kapcsolatban voltak Perzsiával és a Közel-Kelettel. Perzsia és a többi déli ország jól szervezett államok voltak magas szintű írásbeliséggel. A kulturájuk folyamatosan hatott a steppei népekre, és azok a különböző korokban számos betűt átvettek a déli államok írásaiból.
A korai steppei egy feltételezett írás, jelenleg nem ismerünk egyetlen olyan emléket sem, amelyen biztosan korai steppei felirat lenne.

## Kapcsolatai más írásokkal
A feltételezett korai steppei írás elhelyezkedése az írások leszármazásában a következő ábrán látható. A korai steppei írás végső soron a föníciai ábécéből származik, azonban a korai steppei írás leszármazottaiban van néhány szimbólum amelyek a türk képjelek közül valók, így ezeknek létezniük kellett a korai steppei írásban is.
|  |  |  |

Sándor Klára nyelvész szerint "a székely rovásírás nem vezethetõ ugyan le közvetlenül a keleti türk rovásírásból, de a kettő távolabbi rokonsága is nehezen cáfolható a jelenleg rendelkezésre álló adatok alapján." Ez a vélemény teljes összhangban áll azzal, hogy a korai steppei írás mind a türk írás, mind - közvetve - a székely–magyar rovásírás közös őse.

## Története
A korai steppei írás kialakulásában négy írás játszott meghatározó szerepet: a birodalmi arám és két leszármazottja, a károszti és a pártus, valamint a türk képjelek. Ezek közül messze a birodalmi arám hatása volt a legnagyobb. A steppei népek közül egyedül a Jüecsi Birodalom vette át a birodalmi arám írást Kr. e. 2. században, ezért ez tekinthető a korai steppei írás kezdetének. A korai steppei írás leszármazottai között vannak a rovásíráscsalád tagjai (kárpát-medencei rovás, steppei rovás, székely–magyar rovásírás) és a türk írás. A korai steppei írás végét a 7. sz.-ra lehet helyezni, amikor a türk írást Közép-Ázsiában kialakították. A korai steppei írásból származó rovásírások és a türk írás időbeli egymásrahatása látható az alábbi ábrán.
|  |  |  |

## Forrásművek
- Hosszú, Gábor (2011): Heritage of Scribes. The Relation of Rovas Scripts to Eurasian Writing Systems.  First Edition. Budapest: Rovas Foundation, https://books.google.hu/books?id=TyK8azCqC34C&pg=PA1 (angolul)
- Vékony Gábor (2004): A székely írás emlékei, kapcsolatai, története (magyarul)

## Külső webes hivatkozások
- Comments on encoding the Rovas scripts Archiválva 2011. november 19-i dátummal a Wayback Machine-ben (angolul)
- Rovásírások családja a RovásPédián (angolul)